# 斯普雷克斯維爾 (加利福尼亞州)
斯普雷克斯維爾（英語：Sprekelsville）是位於美國加利福尼亞州埃爾多拉多縣的一個非建制地區。該地的面積和人口皆未知。

## 地理
斯普雷克斯維爾的座標為38°37′58″N 120°58′39″W / 38.63278°N 120.97750°W，而該地的平均海拔高度為298米（即978英尺）。